# Колевка мора
Колевка мора (транслит.) јесте манга коју је написала и илустровала Меј Нагано. Објављивала се од 21. августа 2013. до 20. августа 2016. године у Шинчошиној ревији Comic@Bunch. Поглавља су сакупљена у четири тома; прво у штампаном формату од 8. фебруара 2014. до 8. октобра 2016., па у електронском формату од 12. септембра 2014. до 9. октобра 2016. године.
У Србији, издавачка кућа Локомотива је превела мангу на српски језик.

## Радња
Прича прати Монику, дадиљу која је радила за богату породицу. Глава породице мистериозно нестаје, и Моника отима и одвлачи његовог малог сина Евана на брод како би га пронашли.

## Списак томова
| - 1. „Потрага” - 2. „Онај који је нестао” - 3. „На броду” - 4. „Успаванка” - 5. „Испловљавање” |

| - 6. „Другови” - 7. „Изолација” - 8. „Амајлија” - 9. „Траг” - 10. „Олуја” - 11. „Преко таласа” |

| - 12. „Ирска” - 13. „Зебње” - 14. „Узајамна веза” - 15. „Прави идентитет” - 16. „Бекство” |

| - 17. „Испловљавање из Ирске” - 18. „Капетанова одлука” - 19. „Избор” - 20. „Поновни сусрет” - 21. „Мотив” - 22. „Њена осећања” - 23. „Колевка” - Епилог: „Пет година касније” |